# پاول هارچیک
پاول هارچیک (انگلیسی: Pavel Harçik؛ زادهٔ ۵ آوریل ۱۹۷۹) بازیکن فوتبال اهل ترکمنستان بود.
از باشگاه‌هایی که در آن بازی کرده است می‌توان به باشگاه فوتبال نفتخیمیک نیژنکامسک، باشگاه فوتبال روبین کازان، باشگاه فوتبال کاروان، باشگاه فوتبال عشق‌آباد، باشگاه فوتبال نسا عشق‌آباد، باشگاه فوتبال آنژی مخاچ‌قلعه، و باشگاه فوتبال استاندارد سومقاییت اشاره کرد.
وی همچنین در تیم ملی فوتبال ترکمنستان بازی کرده است.